# Top Girls (gruppo musicale)
Le Top Girls sono un girl group polacco di musica disco polo formato nel 2016 da Angelika Żmijewska, Paula Karpowicz e Justyna Lubas.

## Carriera
Le Top Girls hanno debuttato nel 2016 come featuring nel singolo Sexibomba di Extazy, certificato disco di platino dalla Związek Producentów Audio-Video per aver venduto più di 20 000 copie in Polonia. L'anno successivo i loro singoli Mleczko e Zakochana sono diventati i loro più grandi successi, vendendo 100 000 unità e ottenendo un disco di diamante ciascuno.
Nel 2018 le Top Girls hanno vinto il primo premio al Festival Polacco della Musica Dance con il brano Jakbyś mnie zechciał, che è stato certificato doppio disco di platino. Il loro album di debutto Zakochana è stato pubblicato il 19 settembre 2018.

## Discografia

### Album in studio
- 2018 – Zakochana
- 2022 – Rumieńce

### Singoli
- 2017 – Wesele
- 2017 – Mleczko
- 2017 – Barwy uczuć (con i Boys)
- 2017 – Kochaj nieprzytomnie
- 2017 – Nie będę twoja
- 2017 – Zakochana
- 2018 – Jakbyś mnie zechciał
- 2018 – Ostatni raz
- 2018 – Kobieta zmienną jest
- 2018 – Do widzenia
- 2019 – Nie jestem taka
- 2019 – Co w sercu masz
- 2019 – Poczuj jak bije serce
- 2020 – Pod osłoną nocy
- 2020 – Lubię Cię mieć
- 2020 – Oddam ci wszystko
- 2020 – To skomplikowane
- 2020 – Przeznaczeni (con BajorekD)
- 2021 – Taniec to rozmowa